# Magda Pihla
Magda Pihla (bis 1929 Römmer, 1953–1979 Mikkola, ab 1979 Easton, * 19. Januarjul. / 1. Februar 1908greg. in Tallinn; † 31. Mai 1989 in Toronto) war eine estnische Schriftstellerin und Malerin.

## Leben
Pihla lebte von 1910 bis 1915 im Gouvernement Tambow, wo ihr Vater eine Stellung innehatte. Zurück in Estland, besuchte sie von 1922 bis 1928 das Lehrerseminar in Haapsalu und Uuemõisa. Von 1928 bis 1932 war sie Lehrerin auf Hiiumaa. Später unterrichtete sie unter anderem in Pärnu, bevor sie 1944 Estland Richtung Deutschland verließ. Als Flüchtling arbeitete sie fünf Jahre in Haunstetten und Augsburg, ehe sie 1950 nach Kanada emigrierte. Auch in ihrer neuen Heimat war sie zeitweise als Lehrerin tätig. Nach einem Jahr Ausbildung am Ontario Kunstcollege betätigte sie sich ab 1966 zudem als Malerin.

## Werk
Pihla publizierte seit 1934 in Zeitschriften und debütierte in Buchform mit zwei gedruckten Schauspielen für Kinder noch in Estland. Auch im Exil trat sie vornehmlich mit Kinderbüchern in Erscheinung, wobei sie durch „interessante Beobachtungen zur dem Kind eigenen Denkungsart und Logik“ auffiel.
Für Erwachsene schrieb Pihla eine Novellensammlung und zwei Romane. In Wege und ihre Benutzer (1958) werden die Anpassungsschwierigkeiten im Exil thematisiert, während Naanus Töchter (1963) in der Vergangenheit bei estnischen Auswanderern in Russland spielt und das „Aufeinanderprallen von menschlicher Glücksuche und Standesdünkel und strengen Moralregeln“ behandelt. Die Kritik stellte auch hier „interessante Detailbeobachtungen zum Seelenleben eines Kindes“ fest.

## Bibliografie

### Kinderliteratur
- Ma olen muinasjutt. Laste jõulunäidend ühes vaatuses ('Ich bin ein Märchen. Ein Weihnachtsschauspiel für Kinder in einem Akt'). Tallinn: Tarvik 1939. 19 S.
- Emakese kirjulilleline põll. Lastenäidend kahes vaatuses, kolmes pildis ('Mütterchens buntgeblümte Schürze. Ein Kinderschauspiel in zwei Akten und drei Bildern'). Tallinn: Tarvik 1940. 36 S.
- Rõõmuraasuke ('Freudenkrümelchen'). Geislingen: Kauge Kodu 1946. 42 S.
- Õnneretsept ('Das Glücksrezept'). Augsburg: Estonia 1949. 62 S.
- Rõõmuraasukese kirjad ('Briefe vom Freudenkrümelchen'[6]). Lund: Eesti Kirjanike Kooperatiiv 1952. 64 S.
- Eide tütar, taadi tütar ('Omas Tochter, Opas Tochter'). New York: Eesti Koolitoimkond 1961. 32 S.
- Küll on hea elada ('Ach wie gut ist es zu leben'). New York: Eesti Koolitoimkond 1961. 34 S.

### Prosa
- Ristunud saatused. Novellid ('Schicksale, die sich kreuzten. Novellen'). Göteborg: Orto 1955. 243 S.
- Teed ja käijad. Romaan ('Wege und ihre Benutzer'). Lund: Eesti Kirjanike Kooperatiiv 1958. 288 S.
- Naanu ema tütred. Romaan ('Naanus Töchter'). Lund: Eesti Kirjanike Kooperatiiv 1963. 304 S.